# Trenervet snerre
Trenervet snerre (Galium boreale) er en 20-50 cm høj urt, der vokser på overdrev, skovenge og vejkanter.

## Beskrivelse
Trenervet snerre er en flerårig urt med en opstigende vækst. Stænglerne er spinkle, kantede og ofte ru. De bærer kransstillede blade med 4 i hver krans. Bladene er siddende, smalt ægformede og helrandede med tre tydelige, forsænkede og buede ribber. Oversiden er blank og mørkegrøn, mens undersiden er mat og lysegrøn. Blomstringen sker i juli-august, hvor man ser blomsterne sidde i løse, endestillede stande. De enkelte blomster er små og 4-tallige med hvide kronblade. Frugterne er hårede nødder.
Rodnettet består af den vandret krybende jordstængel, der bærer trævlede rødder.
Højde x bredde og årlig tilvækst: 0,40 x 0,60 m (40 x 60 cm/år).

## Voksested
Arten er udbredt i det meste af Europa (herunder i Danmark), Cental- og Østasien og i Nordamerika. I Danmark findes den hist og her på overdrev, skovenge og vejkanter i Nordjylland og på Sjælland og Bornholm, men er ellers sjælden.
Overalt er den knyttet til plantesamfundet Molinion, som optræder på lysåbne steder, hvor grundvandsstanden varierer meget hen over vækstperioden. 
På Öland findes arten i Alvaret sammen med bl.a.: aksærenpris, blåhat, hjertegræs, svalerod, bakkenellike, djævelsbid, filtet soløje, hvid stenurt, håret fltteraks, knoldet mjødurt, krybende potentil, prikbladet perikon, smalbladet klokke og soløjealant.

## Anvendelse
Trenervet snerre kan bruges til at farve garn rødt.